# Фландрія (історична область)

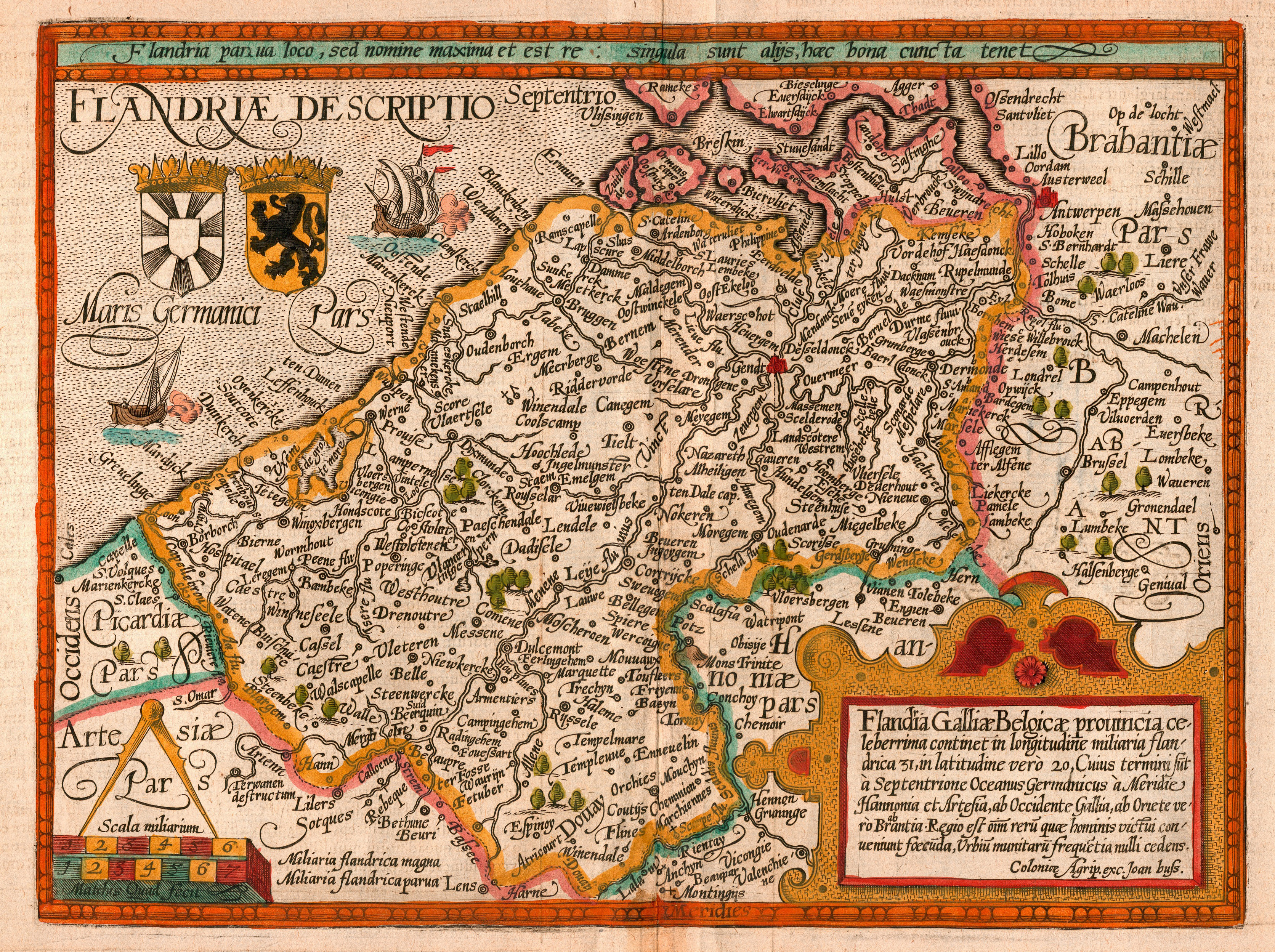
Мапа Фландрії 1609 року

Фландрія (нід. Vlaanderen [ˈvlaːndərə(n)] ( прослухати), Вландерен — «низинне болото»; з.-флам. Vloandern; фр. Flandre фр. вимова: [flɑ̃dʁ]) — історична область на території сучасних Франції, Бельгії та Нідерландів, територія колишнього Фландрського графства. Населення Фландрії складають в основному фламандці.
З другої половини IX століття Фландрське графство перебувало в залежності від Франції. У XII—XV століттях входила в число регіонів Європи з найбільш розвиненою економікою, в зв'язку з чим там рано виникли і розвинулися середньовічні міста, в яких великий вплив мали цехові об'єднання міських ремісників. Серед міст Фландрії найбільше значення мали Гент, Іпр і Брюгге, в яких розвивалося виробництво сукна.
На початку XIV століття Фландрія була окупована Францією. У 1384 році Фландрія стала частиною володінь герцогів Бургундських, в 1477 році увійшла до складу володінь Габсбургів, в 1556 році — до складу володінь іспанської корони.
В даний час велика частина території історичної Фландрії входить до складу Бельгії, складаючи провінції Західна Фландрія і Східна Фландрія, невелика частина — до складу Франції (частина території департаменту Нор), частина — до складу Нідерландів.